# Le Capitole (vonat)
Az Le Capitole egy francia belföldi vasúti Trans-Europ-Express járat volt. Helyette 1991 óta a TGV közlekedik a két város között, eltérő útvonalon.

## Története
A Le Capitole Párizsból a Paris Austerlitz pályaudvarról indult, majd a Párizs-Bordeaux-vasútvonalon, az Orléans–Montauban-vasútvonalon, és végül a Bordeaux–Sète-vasútvonalon érte el Toulouse állomást. A vonatnak összesen hat megállója volt: Paris-Austerlitz – Limoges-Bénédictins – Brive-la-Gaillarde – Cahors – Montauban-Ville-Bourbon – Toulouse-Matabiau.
Az első járat 1960 november 15-én indult, és napi egy pár közlekedett csak a 713 km-es szakaszon. A vonat csak első osztályú Dev-Inox kocsikkal közlekedett, a vonóerőt egy hagyományos SNCF BB 9200 sorozatú egyenáramú villamosmozdony adta. A teljes szerelvényt a mozdonnyal együtt feltűnő vörös színre festették át.
1964 októberében Japánban az Olimpiai játékokkal egy időben elindultak a Sinkanszen vonatok, melyek 210 km/h sebességgel száguldottak.
1965 júniusában Németországban München és Augsburg között is megindult a nagysebességű közlekedés. A német vasút DB 103 sorozatú mozdonya 200 km/h sebességgel továbbította az expresszvonatokat a két város között.
Még ugyanebben az évben a francia Jean Bertin megépítette az Aerotrain prototípusát, mely egy légpárnás nagysebességű vonat volt.
Ezeket az eredményeket a franciák sem nézhették tétlenül, így a francia mérnökök is munkához láttak.
1966-ban Edgard Pisani, a francia infrastruktúra-miniszter tárgyalásokba kezdett a mérnökökkel, hogy egy éven belül sikerüljön nekik is elérniük a 200 km/h sebességet. Ehhez a már akkor közlekedő Le Capitole kiváló kiindulási alap lett.
A hagyományos építésű Párizs-Toulouse-vasútvonalat elkezdték átépíteni a nagyobb sebesség elérése érdekében. A munkálatok során néhány ívet átépítettek, új biztosítóberendezéseket telepítettek.
A következő évben, 1967 májusában elindult a világ első 200 km/h sebességű járata, a megújult Le Capitole, mely hagyományos pályán közlekedett (a japánok a Sinkanszen vonatoknak teljesen különálló pályát építettek). A mozdony egy átalakított SNCF BB 9200 sorozatú, 3850 kW teljesítményű, B'B' tengelyelrendezésű egyenáramú villamosmozdony volt, mely alkalmas volt a 250 km/h sebességre is. A korábban használt kocsik helyett pedig UIC-Y kocsik álltak szolgálatba.
Ugyanebben az időben az Aerotrain prototípusa 345 km/h sebességet ért el, majd 1969-ben ezt is megdöntve 422 km/h lett az új rekord. 1974-ben pedig ezt is megdöntötte: az új csúcs 430 km/h lett!
Azonban a francia államvasút (SNCF) inkább a hagyományos vasúti közlekedés fejlesztése irányába indult el, az Aerotrain programot pedig törölték.
1968 őszén a napi egy pár esti járat mellett egy újabb pár állt szolgálatba, így már reggel is volt nagysebességű kapcsolat a két város között.
1970-ben a Le Capitole járatokat integrálták az európai TEE rendszerbe, új Voiture Gran Confort személykocsik váltották le a korábbi UIC-Y kocsikat és étkezőkocsit is kapott a Wagon-Lits Company-tól. A járat új neve TEE Le Capitole lett
1982-től megjelentek a másodosztályú kocsik is a vonatban, ezzel a járat presztízse csökkent.
Végül 1991-ben a járat teljese egészében megszűnt, helyettük eltérő útvonalon TGV motorvonatok álltak szolgálatba. Az új útvonal a korábbi 713 km helyett 827 km-t tett ki, ám mégis több, mint egy órával csökkent a menetidő. A Le Capitole menetideje 6 óra 2-20 perc között változott, míg a TGV-nek mindössze 5 óra 10-13 perc is elég a két végállomás között.